# Microsoft Teams
Microsoft Teams是一个通訊和协作軟件，它集成了聊天、视频会议、
文件存储 (包括文件协作)、Office 365等功能。Microsoft Teams是Slack等服务的竞争对手。微软在纽约的一場活动中披露了Microsoft Teams產品，并于2017年3月14日在全球發佈該產品。此軟體是由微软公司副总裁 Brian MacDonald 创建并負責的。

## 历史
2016年3月4日，有消息传出，微软曾考虑出价80亿美元收购Slack，但比尔·盖茨表示反对，称该公司应专注于改进Skype for Business。微软最終在2016年11月2日披露了 Microsoft Teams 這一產品。
在2017年9月7日，有用户开始注意到一条消息，内容为“Skype for Business现在已成為Microsoft Teams”。这在2017年9月25日的微軟年度 Ignite 会议上得到确认。
2019年7月30日，微軟宣布Skype for Business將在2021年7月31日後關閉，由Microsoft Teams取而代之。
在2021年6月24日正式推出的Windows 11内置Microsoft Teams。
2025年2月28日，微軟宣布Skype將於2025年5月5日終止服務，務求專注發展Teams。

## 參閲
- Discord
- Trillian

類似的已停产的微軟产品
- Windows會議空間

## 外部連結
- 官方网站